# 云南花椒
云南花椒（学名：Zanthoxylum khasianum）为芸香科花椒属下的一个种。

## 扩展阅读
- 維基物種上的相關：云南花椒